# 映藝娛樂
映藝娛樂有限公司（英語：Focus Film Limited），是香港艺人刘德华于2002年创立的电影公司，属于映藝集團旗下，主要从事电影投资、制作与发行，早期主要投资小成本的文艺片，后来经常参与投资刘德华主演的大制作商业片。

## 历史
刘德华吸取了天幕製作的教训，不再主攻拍摄大制作商业片，主要投资小成本的文艺片。2005年余伟国执导的《再说一次我爱你》为映艺任第一出品公司的首部作品，是刘德华与杨采妮、蔡卓妍合作的一部爱情悲剧电影。2005年启动的「亚洲新星导计划」是专门为扶持新导演的一个电影项目，共资助了大华语地区的六名导演拍摄了六部作品，其中包括台湾的《人鱼朵朵》、中国大陆的《疯狂的石头》、新加坡的《爱情故事》、马来西亚的《太阳雨》，以及香港的两部作品《师奶唔易做》与《得闲饮茶》。这些小成本作品口碑大多都不错，而其中影响最大最成功的是宁浩导演的《疯狂的石头》，这部黑色喜剧片在内地收获了2000多万的票房，也收获了大量的好评和奖项，并让宁浩与郭涛、黄渤、刘桦等演员开始走红，后来宁浩于2009年推出的《疯狂的赛车》在大陆票房过亿。
2007年赵崇基执导的警匪片《兄弟》仿效《五虎将之决裂》以无线五虎演员间的友情为出发点，撮合了苗侨伟、刘德华、黄日华、汤镇业四人另加陈奕迅等人参与演出。2010年郭子健与郑思杰联合编导的《打擂台》是一部向香港电影黄金时代致敬的作品，由一众老艺人泰迪罗宾、梁小龙和陈观泰主演，赢得第三十届香港电影金像奖最佳电影等四个奖项。
2011年许鞍华执导的《桃姐》改编自真人故事，刘德华与叶德娴演出了一段朴实感人的主仆情，并呈现出老年人的生存状态，影片收获了广泛的赞誉和许多奖杯的肯定。2013年作品《风暴》是由映艺与安乐公司联合投资的一部大制作商业片，为香港首部3D警匪片。

## 旗下藝人
| 劉德華 |

## 作品
| 上映年份 | 中文片名       | 導 演          | 主 演                                                                | 備 註                                                             |
| 電影     |                |                |                                                                      |                                                                   |
| 2004     | 江湖           | 黃精甫         | 劉德華、張學友、陳冠希、余文樂                                       |                                                                   |
| 2004     | 天下無賊       | 馮小剛         | 劉德華、劉若英、葛優、王寶強、李冰冰、張涵予                         |                                                                   |
| 2005     | 再說一次我愛你 | 余偉國         | 劉德華、楊采妮、蔡卓妍                                               |                                                                   |
| 2005     | 17歲的夏天     | 陳榮照         | 江玲、陳良韋、李皓文、傅茵婷                                         | 草根娛樂有限公司与映藝联合出品                                    |
| 2006     | 人魚朵朵       | 李芸嬋         | 徐若瑄、周群達                                                       | 亞洲新星導作品（台灣）                                            |
| 2006     | 瘋狂的石頭     | 寧浩           | 郭濤、黃渤、徐崢、劉樺、連晉、彭波                                   | 亚洲新星導作品（中国大陆）                                        |
| 2006     | 愛情故事       | 唐永健         | 林依倫、陳毓芸、李之晴                                               | 亞洲新星導作品（新加坡）                                          |
| 2006     | 太陽雨         | 何宇恆         | 廖偉雄、張穎康                                                       | 亞洲新星導作品（馬來西亞）                                        |
| 2006     | 師奶唔易做     | 李公樂         | 田蕊妮、雪梨                                                         | 亞洲新星導作品（香港）                                            |
| 2006     | 得閒飲茶       | 林子聰         | 方力申、林家棟、梁慧嘉                                               | 亞洲新星導作品（香港）                                            |
| 2006     | 父子           | 譚家明         | 郭富城、楊采妮、吳景滔                                               |                                                                   |
| 2007     | 兄弟           | 趙崇基         | 苗侨伟、陈奕迅、刘德华、黄奕、黄日华、汤镇业、王志文、林家栋、金燕玲 |                                                                   |
| 2010     | 打擂台         | 郭子健、鄭思傑 | 泰迪羅賓、梁小龍、陳觀泰、邵音音                                     | 第三十屆香港電影金像獎最佳電影                                    |
| 2012     | 桃姐           | 許鞍華         | 葉德嫻、劉德華、王馥荔                                               | 入圍第68屆威尼斯電影節主競賽單元 第三十一屆香港電影金像獎最佳電影 |
| 2013     | 风暴           | 袁锦麟         | 劉德華、林家栋、姚晨、胡军、吕良伟、黄德斌                           | 3D电影                                                            |
| 2014     | 争气           | 杨紫烨         |                                                                      | 纪录片                                                            |
| 2015     | 我的少女時代   | 陳玉珊         | 宋芸樺、王大陸、李玉璽、簡廷芮                                       |                                                                   |
| 2015     | 失孤           | 彭三源         | 劉德華、井柏然                                                       |                                                                   |
| 2016     | 我的特工爺爺   | 洪金寶         | 洪金寶、劉德華、陳沛研、馮嘉怡、李勤勤                               |                                                                   |
| 2019     | 掃毒2天地對決  | 邱禮濤         | 劉德華、古天樂、苗僑偉、林嘉欣                                       |                                                                   |
| 2020     | 拆弹专家2      | 邱禮濤         | 劉德華、劉青雲、倪妮                                                 |                                                                   |
| 2024     | 危機航綫       | 彭順           | 劉德華、張子楓、屈楚蕭                                               |                                                                   |
| 筹备     | 无锁不能       | 吕筱华         |                                                                      | 与万达影视合作                                                    |